# Offertafel

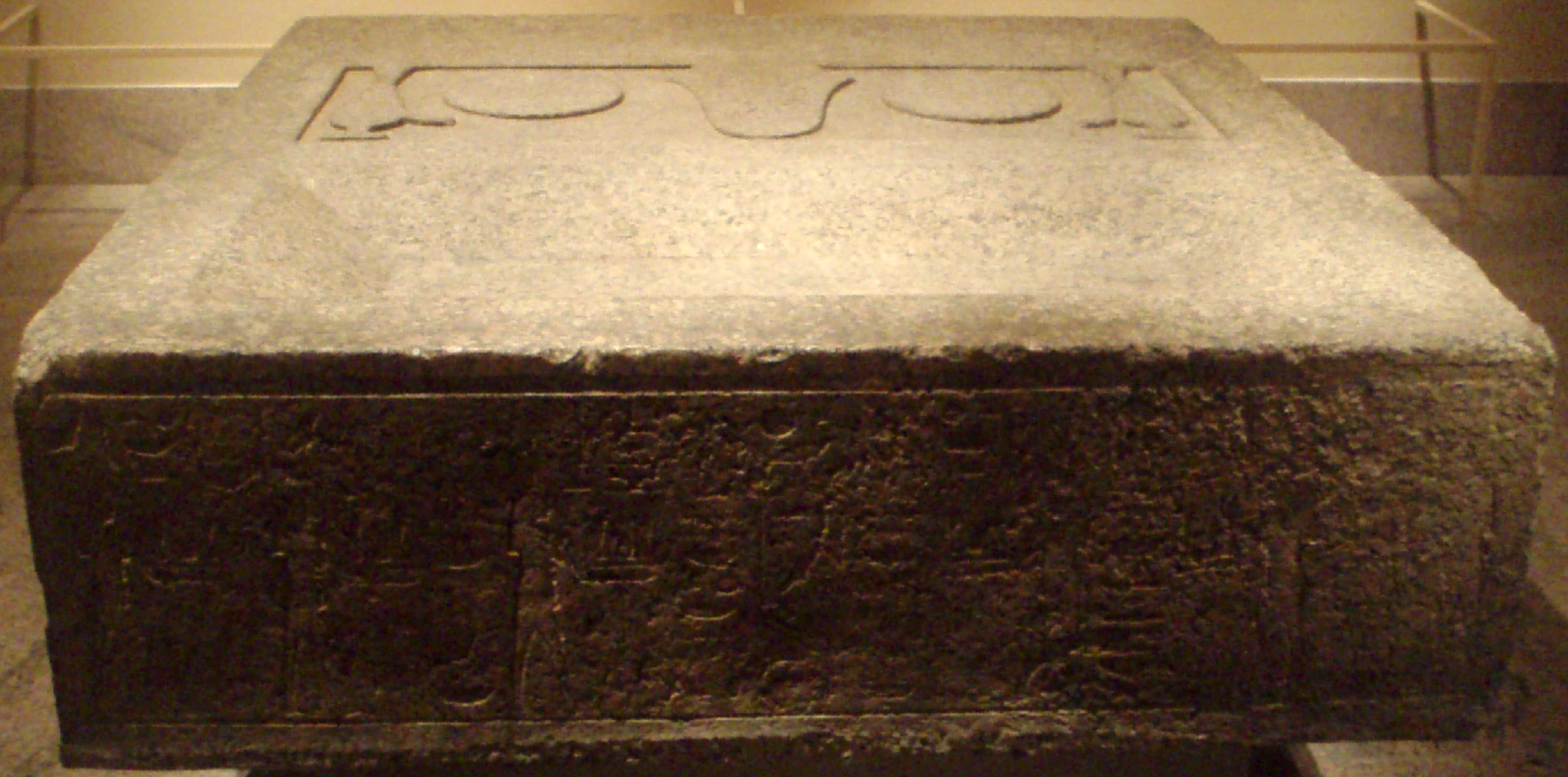
Offertafel van Amenemhat I.

Een offertafel, ook bekend als een offeraltaar, is een tafel waarop of waarbij geofferd wordt. Het offer wordt meestal aan een godheid toegewijd.

## Soorten
Tafel van Defdij
De meeste offertafels uit de oudheid zijn rechthoekig van vorm. Maar deze tafel van Defdij is een rond en zeer gedetailleerd exemplaar, een zeldzaamheid in zijn soort. Op de volledige tafel zijn inscripties terug te vinden, in hiërogliefen.
Volgens de inscripties was Defdji een ambtenaar met voorname titels: ‘Bekende van de Koning, Weleerwaard bij de Grote God, Unieke Vriend, Grote van de Tien van Boven-Egypte’.